# Kintada Kotapadu
Kintada Kotapadu, thường được viết tắt là K.Kotapadu, là một mandal thuộc huyện Visakhapatnam, bang Andhra Pradesh.